# Better in Time
"Better in Time" là một bài hát của nghệ sĩ thu âm Anh quốc Leona Lewis nằm trong album phòng thu đầu tay của cô, Spirit (2007). Nó được phát hành vào ngày 9 tháng 3 năm 2008 như là đĩa đơn thứ ba trích từ album ở Vương quốc Anh và thứ hai trên toàn cầu bởi Syco Music và J Records, sau thành công ngoài sức tưởng tượng từ đĩa đơn trước "Bleeding Love". Tại Vương quốc Anh và một số thị trường ở châu Âu, "Better in Time" được phát hành làm đĩa đơn mặt A đôi với "Footprints in the Sand", bài hát chính thức của chiến dịch từ thiện Sport Relief năm 2008. Bài hát được đồng viết lời bởi J. R. Rotem và Andrea Martin, trong khi phần sản xuất được đảm nhiệm bởi Rotem. Đây là một bản pop ballad kết hợp với những yếu tố của R&B mang nội dung đề cập đến câu chuyện về một cô gái đã không thể quên được người bạn trai cũ của mình, nhưng cuối cùng cô vẫn lạc quan suy nghĩ rằng "mọi thứ sẽ tốt hơn theo thời gian". Một phiên bản mới của bài hát với một số thay đổi về phần phối khí cũng được thực hiện cho đĩa đơn, bên cạnh việc lựa chọn "You Bring Me Down" làm đĩa đơn mặt B.
Sau khi phát hành, "Better in Time" nhận được những phản ứng tích cực từ các nhà phê bình âm nhạc, trong đó họ đánh giá cao chất giọng của Lewis cũng như giai điệu đẹp của nó, và gọi đây là một trong những bản nhạc nổi bật nhất từ Spirit. Bài hát còn gặt hái nhiều giải thưởng và đề cử tại những lễ trao giải lớn, bao gồm một đề cử giải Brit năm 2009 cho Đĩa đơn Anh quốc của năm. Mặc dù không thể so sánh với những thành công vượt bậc của "Bleeding Love" trên toàn cầu, "Better in Time" cũng tiếp nhận những thành công vượt trội về mặt thương mại với việc lọt vào top 10 ở 13 quốc gia, bao gồm vươn đến top 5 ở nhiều thị trường lớn như Áo, Đan Mạch, Đức, Ireland, Ý, Thụy Điển, Thụy Sĩ và Vương quốc Anh, nơi nó vươn đến vị trí thứ hai. Tại Hoa Kỳ, bài hát đạt vị trí thứ 11 trên bảng xếp hạng Billboard Hot 100, trở thành đĩa đơn thứ hai liên tiếp của nữ ca sĩ vươn đến top 20 và đã bán được hơn 1.4 triệu bản tại đây.
Video ca nhạc cho "Better in Time" được đạo diễn bởi Sophie Muller và ghi hình tại Trường Hampton Court House ở Luân Đôn, trong đó Lewis trình diễn bài hát trong lúc đang thực hiện một buổi chụp ảnh và phơi bày những gì diễn ra đằng sau hậu trường, bên cạnh những cảnh cô trình diễn nó bên cạnh một con ngựa. Để quảng bá bài hát, nữ ca sĩ đã trình diễn nó trên nhiều chương trình truyền hình và lễ trao giải lớn, bao gồm America's Got Talent, Dancing on Ice, The Ellen DeGeneres Show, Good Morning America, Jimmy Kimmel Live!, Live with Regis and Kelly và giải thưởng Âm nhạc Mỹ năm 2008, cũng như trong tất cả những chuyến lưu diễn trong sự nghiệp của cô. Kể từ khi phát hành, "Better in Time" đã được hát lại và sử dụng làm nhạc mẫu bởi một số nghệ sĩ, như Boyce Avenue và IU, cũng như xuất hiện trong nhiều tác phẩm điện ảnh và truyền hình, như 90210, Coronation Street, Lipstick Jungle và Pretty Little Liars.

## Danh sách bài hát
| Đĩa CD tại châu Âu 1. "Better in Time" (đĩa đơn phối) – 3:55 2. "Footprints in the Sand" (đĩa đơn phối) – 3:58 Đĩa CD maxi tại châu Âu 1. "Better in Time" (đĩa đơn phối) – 3:55 2. "Footprints in the Sand" (đĩa đơn phối) – 3:58 3. "Bleeding Love" (Moto Blanco phối lại radio chỉnh sửa) – 3:40 4. "Better in Time" (video ca nhạc) – 3:58 | Đĩa CD tại Anh quốc 1. "Better in Time" (đĩa đơn phối) – 3:55 2. "Footprints in the Sand" (đĩa đơn phối) – 3:58 3. "You Bring Me Down" – 3:54 EP nhạc số 1. "Better in Time" (đĩa đơn phối) – 3:55 2. "Footprints in the Sand" (đĩa đơn phối) – 3:58 3. "Bleeding Love" (Moto Blanco phối lại radio chỉnh sửa) – 3:40 |

## Thành phần thực hiện
Thành phần thực hiện được trích từ ghi chú của Spirit, Syco Music và J Records.
Thu âm và phối khí
- Thu âm tại Chalice Recording Studios, Los Angeles, California.
- Master tại Universal Mastering Studios, New York.

Thành phần
- Leona Lewis – giọng hát
- J. R. Rotem – viết lời, sản xuất, nhạc cụ, thiết lập âm nhạc
- Greg Ogan – thu âm
- Andrea Martin – viết lời
- Vlado Meller – master
- Serban Ghenea – phối khí
- Lyndell Fraser – kỹ sư
- Tim Roberts – hỗ trợ kỹ sư

## Xếp hạng
| Bảng xếp hạng (2008-09)                     | Vị trí cao nhất |
| ------------------------------------------- | --------------- |
| Úc (ARIA)                                   | 6               |
| Áo (Ö3 Austria Top 40)                      | 3               |
| Bỉ (Ultratop 50 Flanders)                   | 12              |
| Bỉ (Ultratop 50 Wallonia)                   | 12              |
| Canada (Canadian Hot 100)                   | 9               |
| Cộng Hòa Séc (Rádio Top 100 Oficiální)      | 3               |
| Đan Mạch (Tracklisten)                      | 3               |
| Châu Âu (European Hot 100 Singles)          | 7               |
| Phần Lan (Suomen virallinen lista)          | 13              |
| Đức (Official German Charts)                | 2               |
| Ireland (IRMA)                              | 4               |
| Ý (FIMI)                                    | 4               |
| Nhật Bản (Japan Hot 100)                    | 16              |
| Hà Lan (Dutch Top 40)                       | 13              |
| Hà Lan (Single Top 100)                     | 21              |
| New Zealand (Recorded Music NZ)             | 6               |
| Na Uy (VG-lista)                            | 19              |
| Romania (Romanian Top 100)                  | 9               |
| Scotland (OCC) với "Footprints in the Sand" | 1               |
| Tây Ban Nha (PROMUSICAE)                    | 14              |
| Thụy Điển (Sverigetopplistan)               | 5               |
| Thụy Sĩ (Schweizer Hitparade)               | 5               |
| Anh Quốc (OCC) với "Footprints in the Sand" | 2               |
| Hoa Kỳ Billboard Hot 100                    | 11              |
| Hoa Kỳ Adult Contemporary (Billboard)       | 4               |
| Hoa Kỳ Adult Pop Airplay (Billboard)        | 6               |
| Hoa Kỳ Hot R&B/Hip-Hop Songs (Billboard)    | 99              |
| Hoa Kỳ Pop Airplay (Billboard)              | 3               |

| Bảng xếp hạng (2008)                 | Vị trí |
| ------------------------------------ | ------ |
| Australia (ARIA)                     | 55     |
| Austria (Ö3 Austria Top 75)          | 17     |
| Belgium (Ultratop 50 Flanders)       | 72     |
| Belgium (Ultratop 40 Wallonia)       | 93     |
| Canada (Canadian Hot 100)            | 48     |
| Europe (European Hot 100 Singles)    | 59     |
| Germany (Official German Charts)     | 22     |
| Italy (FIMI)                         | 21     |
| Netherlands (Dutch Top 40)           | 64     |
| New Zealand (Recorded Music NZ)      | 36     |
| Romania (Romanian Top 100)           | 8      |
| Sweden (Sverigetopplistan)           | 45     |
| Switzerland (Schweizer Hitparade)    | 22     |
| UK Singles (Official Charts Company) | 37     |
| US Billboard Hot 100                 | 53     |
| US Pop Songs (Billboard)             | 25     |
| Bảng xếp hạng (2009)                 | Vị trí |
| US Adult Top 40 (Billboard)          | 40     |
| US Adult Contemporary (Billboard)    | 3      |

| Bảng xếp hạng (2000-09)           | Vị trí |
| --------------------------------- | ------ |
| US Adult Contemporary (Billboard) | 50     |

## Chứng nhận
| Quốc gia | Chứng nhận | Số đơn vị/doanh số chứng nhận |
| --- | ---------- | ----------------------------- |
| Úc (ARIA) | Vàng       | 35.000^                       |
| Đan Mạch (IFPI Đan Mạch) | Bạch kim   | 15.000^                       |
| Đức (BVMI) | Vàng       | 250.000^                      |
| Ý (FIMI) | Bạch kim   | 20.000*                       |
| New Zealand (RMNZ) | Vàng       | 7.500*                        |
| Tây Ban Nha (PROMUSICAE) | Vàng       | 10.000*                       |
| Anh Quốc (BPI) | Vàng       | 400.000‡                      |
| * Chứng nhận dựa theo doanh số tiêu thụ. ^ Chứng nhận dựa theo doanh số nhập hàng. ‡ Chứng nhận dựa theo doanh số tiêu thụ và phát trực tuyến. |            |                               |